# Rayne Barka
Pour les articles homonymes, voir Barka.
Pas d'image ? Cliquez ici

a Compétitions nationales et continentales officielles uniquement.

b Matchs officiels uniquement.
Dernière mise à jour le 30 juillet 2025.
Rayne Barka (en arabe : راين بركة), né le 5 février 1999 à Forbach (France), est un joueur international algérien de rugby à XV évoluant au poste de talonneur au sein du Nissa Rugby.

## Biographie

### Carrière junior
Ayant pratiqué la lutte dans sa jeunesse, Rayne Barka découvre par la suite le rugby au RC Metz où il s'essaie aux postes de troisième ligne et pilier, avant de se fixer au poste de talonneur.
Il rejoint par la suite le pôle espoir de Dijon – ce qui n'est pas sans rappeler jusqu'ici le parcours de Morgan Parra – avant de passer par le SU Agen (qu'il rejoint en 2016) puis la Section paloise en 2018.

### Carrière professionnelle
En juin 2018, Rayne Barka signe un contrat espoir avec la Section paloise.
Il fait ses débuts en Top 14 avec Pau le 4 mai 2019, contre le Stade toulousain  et ce sera son seul match en professionnel de la saison 2018-2019.
Durant la saison 2019-2020, il participe avec le club béarnais à l'In Extenso Supersevens. Il s'incline, avec ses partenaires, en finale face au Racing 92 sur le score de 28 à 12. 
En novembre 2020, il prolonge son contrat jusqu'en juin 2023. Durant la saison 2020-2021, il ne dispute que deux matches de Challenge européen, faisant l'essentielle de la saison en équipe Espoirs.
Après n'avoir disputé qu'un match de Top 14 et deux matches de Challenge européen, il est prêté en février 2022, au SU Agen en Pro D2 jusqu'à la fin de la saison. Il ne dispute que 5 matches de championnat avec Agen.
Il participe à nouveau au Supersevens 2022 avec la Section paloise en tant que capitaine. Le 7 septembre 2022, il est prêté pour la saison 2022-2023 au Soyaux Angoulême XV, en Pro D2. Il fait ses débuts lors de la troisième journée de championnat face au Stade aurillacois en entrant à la 65e minute. En novembre 2022, il participe à la finale du Supersevens et s'incline avec ses coéquipiers en finale face à Monaco rugby sevens. Il inscrit son premier essai en équipe professionnelle le 9 décembre 2022 face au Biarritz olympique à la 78e minute (défaite 15 à 32). Le 3 mars 2023, il reçoit un carton rouge lors du match face au SU Agen pour un raffut bras décollé avec un contact directement dans la zone tête – cou et est suspendu quatre semaines.
À l'issue de la saison 2022-2023, en fin de contrat, il n'est pas conservé par la Section paloise. Il prolonge alors son engagement avec Soyaux Angoulême, signant cette fois un contrat de deux saisons. Après deux saisons avec Soyaux Angoulême XV en Pro D2, 37 matchs disputés et 4 essais inscrits, en fin de contrat, il n'est pas conservé par son club à l'issue de la saison 2024-2025.
À l'intersaison 2025-2026, il rejoint Nissa Rugby, club de Nationale, qui officialise sa signature le 30 juillet 2025. Il s'engage pour une saison, devenant la 23e recrue estivale du club azuréen. À Nice, il entre en concurrence avec Sione Anga'aelangi, Pierre Strippoli, Léo Chauvin et Pat Leafa (en).

### Carrière internationale
Rayne Barka participe à tous les matchs du Tournoi des six nations des moins de 20 ans en 2019. La même année, il participe au Championnat du monde junior 2019. Lors du match d'ouverture face aux Fidji, victoire 36 à 20, il marque le dernier essai des Bleus. En finale, la France bat l'Australie (24 à 23) et reste championne du monde.
Rayne Barka est appelé pour la première fois en sélection algérienne à l'intersaison 2025, afin de disputer la phase finale de la Coupe d'Afrique, faisant office de tournoi qualificatif de la zone Afrique pour la Coupe du monde 2027.

## Statistiques en équipe nationale
Rayne Barka compte 3 cape en équipe d'Algérie depuis 2025.
- Sélections par année : 3 en 2025.

## Palmarès
- Vainqueur du Championnat du monde junior 2019
- Vice champion du Supersevens en 2020 et 2022 avec la Section paloise